# تلمبة عشايري حسن كريمي (حسين أباد كرمان)
تلمبة عشایري حسن کریمي (بالإنجليزية: Tolombeh-ye Ashayiri Hasan Karimi)‏ هي منطقة سكنية تقع في إيران في Hoseynabad Rural District. يقدر عدد سكانها بـ 189 نسمة .